# Ludvig von Polgar
Ludvig von Polgar, född 17 juni 1993  i Uppsala, är en svensk bandyspelare. Han spelar ytterhalv för Ungerns landslag i bandy.
Han var med när ungerska landslaget spelade VM 2010 i Moskva, där gjorde han mål direkt i sin debut för Ungern när de spelade mot Nederländerna i premiärmatchen.

## Deltaganden i världsmästerskap
- VM i Moskva, Ryssland 2010
- VM i Kazan, Ryssland 2011
- VM i Almaty, Kazakstan 2012
- VM i Vetlanda, Sverige 2013
- VM i Irkutsk, Ryssland 2014
- VM i Chabarovsk, Ryssland 2015
- VM i Uljanovsk, Ryssland 2016
- VM i Trollhättan, Sverige 2017
- A-VM i Chabarovsk, Ryssland 2018
- VM i Vänersborg, Sverige 2019
- VM i Irkutsk, Ryssland 2020
- VM i Växjö/Åby, Sverige 2023

| Landslaget | Säsong | Matcher | Mål | Assist | Poäng |
| ---------- | ------ | ------- | --- | ------ | ----- |
| Ungern     | 2010   | 4       | 1   | 0      | 1     |
| Ungern     | 2011   | 6       | 3   | 1      | 4     |
| Ungern     | 2012   | 5       | 4   | 1      | 5     |
| Ungern     | 2013   | 6       | 2   | 2      | 4     |
| Ungern     | 2014   | 3       | 2   | 3      | 5     |
| Ungern     | 2015   | 6       | 1   | 5      | 6     |
| Ungern     | 2016   | 6       | 0   | 5      | 5     |
| Ungern     | 2017   | 6       | 2   | 4      | 6     |
| Total      | Total  | 42      | 15  | 21     | 36    |

## Deltaganden i Europamästerskap
- EM i Davos, Schweiz 2014

| Landslaget | Säsong | Matcher | Mål | Assist | Poäng |
| ---------- | ------ | ------- | --- | ------ | ----- |
| Ungern     | 2014   | 3       | 8   | 4      | 12    |
| Total      | Total  | 3       | 8   | 4      | 12    |